# Niewierszyn (gmina)
Niewierszyn (od 1973 Aleksandrów) – dawna gmina wiejska istniejąca do 1954 roku w woj. kieleckim, łódzkim i ponownie kieleckim. Nazwa gminy pochodzi od wsi Niewierszyn, lecz siedzibą władz gminy był Aleksandrów. 
W okresie międzywojennym gmina Niewierszyn należała do powiatu opoczyńskiego w woj. kieleckim. 1 kwietnia 1939 roku gminę wraz z całym powiatem opoczyńskim przeniesiono do woj. łódzkiego. Po wojnie gmina przez krótki czas zachowała przynależność administracyjną, lecz już 6 lipca 1950 roku została wraz z całym powiatem przyłączona z powrotem do woj. kieleckiego.
Według stanu z dnia 1 lipca 1952 roku gmina składała się z 15 gromad: Aleksandrów, Borowiec, Ciechomin, Dąbrowa Góra, Dąbrowa Góra kol., Janikowice, Kalinków, Kamocka Wola, Kawęczyn, Kotuszów, Marianów, Niewierszyn, Ostrów, Różenek i Sieczka.
Jednostka została zniesiona 29 września 1954 roku wraz z reformą wprowadzającą gromady w miejsce gmin. Po reaktywowaniu gmin z dniem 1 stycznia 1973 roku gminy Niewierszyn nie przywrócono, utworzono natomiast jej terytorialny odpowiednik, gminę Aleksandrów w tymże powiecie i województwie (obecnie w powiecie piotrkowskim w woj. łódzkim).